# Шуриці
Шуриці (словац. Šurice) — село, громада округу Лученець, Банськобистрицький край, центральна Словаччина, регіон Новоград. Кадастрова площа громади — 14 км². Протікає Чамовський потік.
Населення 495 осіб (станом на 31 грудня 2017 року).

## Історія
Шуриці згадуються в 1245 році.

## Населення
| Рік:            | 1994. | 2004.    | 2014.   | 2024.    |
| --------------- | ----- | -------- | ------- | -------- |
| Кількість осіб: | 572   | 513      | 516     | 455      |
| Різниця:        |       | -10,31 % | +0,58 % | -11,82 % |

| Рік:            | 2023. | 2024.   |
| --------------- | ----- | ------- |
| Кількість осіб: | 454   | 455     |
| Різниця:        |       | +0,22 % |